# Rhyparochromus vulgaris

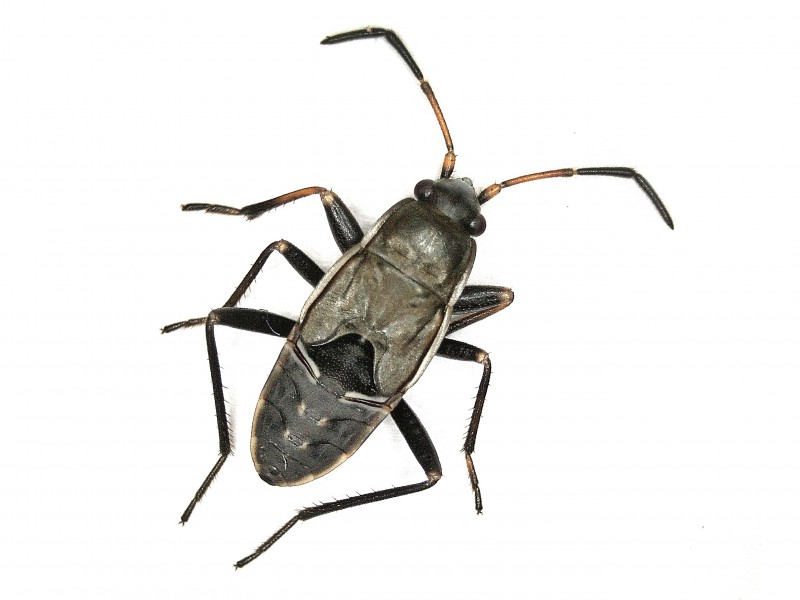
Nymphe

Die Gemeine Bodenwanze (Rhyparochromus vulgaris) ist eine Wanze aus der Familie der Rhyparochromidae.

## Merkmale
Die Wanzen werden 6,9 bis 8,1 Millimeter lang. Sie haben einen langgestreckten Körper mit langen Beinen und einer dunklen Flügelmembrane. Die Art sieht Rhyparochromus pini sehr ähnlich, ist im Allgemeinen aber heller gefärbt und trägt an den Seiten des Pronotums je einen weißen, dreieckigen Fleck. Auch sind die Schienen (Tibien) der vorderen und mittleren Beine bei den Männchen blass gefärbt.

## Verbreitung und Lebensraum
Die Art ist in ganz Europa, mit Ausnahme des Nordens und der Britischen Inseln verbreitet. Im Osten erstreckt sich das Verbreitungsgebiet über Kleinasien und die Kaspische Region hinaus bis Ostasien (Mongolei und Korea), im Süden sind Nachweise aus Nordafrika (Algerien und Marokko) bekannt.
Anfang des 21. Jahrhunderts wurde die Art in den pazifischen Nordwesten der USA eingeschleppt und kann dort lokal in großer Zahl auftreten, sie dringt hier in Häuser ein und gilt lokal als Lästling. Die Art ist in Deutschland insbesondere im Süden häufiger und wird nach Norden zunehmend seltener. Vor allem im Westen gehen nur wenige Funde über die Mittelgebirgsgrenze hinaus. In Österreich ist die Art verbreitet und nicht selten. Sie steigt in den Alpen weniger hoch hinauf als andere Arten ihrer Gattung. Die Art besiedelt verschiedene offene bis halbschattige Lebensräume und hat weniger Wärmeansprüche als Rhyparochromus phoeniceus. Sie ist auch weniger an Nadelbäume gebunden als jene Art, weswegen man sie auch häufig am Rand von Laubwäldern oder im halboffenen verbuschten Gelände und auch im Kulturland findet.

## Lebensweise
Wie alle anderen Arten des Verwandtschaftskreises auch, ernährt sie sich von Samen, die sie mit dem Stechrüssel ansticht und aussaugt. Ernährung von Samen einer Vielzahl von Pflanzenarten ist beobachtet worden, darunter Erdbeere, Brennnessel, Beifuß, Ulmen, Pappeln und viele andere. Wie häufig bei der Gattung Rhyparochromus findet man überwinternde Imagines häufig in großen Aggregationen unter loser Rinde und in Spalten in Totholz. Sie überwintern ab August oder September nicht selten auch in Wohnungen, wo man sie dann den ganzen Winter über aktiv finden kann.

## Belege